# NAA (Arlington, Virginia)
NAA fue la instalación de transmisión de radio más importante, alguna vez localizada en Arlington, Virginia (en el área de la ciudad de Washington D.C.) de 1913 a 1941, y fue operada por la Armada de los Estados Unidos.
La estación se construyó originalmente como el primer enlace en una red de transmisores de alta potencia utilizados para comunicación internacional. Durante sus años de operación, NAA fue conocida particularmente por transmitir señales horarias diarias, sin embargo, también proporcionó una variedad de servicios adicionales, utilizando múltiples transmisores que operaban en frecuencias que van desde la onda larga a la onda corta. La estación también realizó un extenso trabajo experimental, que incluyó, en 1915, la primera transmisión de radio transatlántica hablada.

## Historia
El establecimiento de NAA fue el primer paso de un ambicioso proyecto militar de los EE. UU. para establecer una comunicación de radio internacional confiable. En aquel momento, la radio se conocía comúnmente como "telegrafía inalámbrica" o telegrafía sin hilos. El sitio elegido para la instalación de NAA, que se conoció como "Radio Virginia", estaba justamente al otro lado del río Potomac frente a la misma Washington D. C., y adyacente a la base militar de Fort Myer en Arlington, Virginia. La construcción comenzó en 1911, y la característica más visible fueron las torres independientes, conocidas como "Las tres hermanas", las cuales sostenían los cables de la antena. La torre principal alcanzó los 183 metros de altura, mientras que las otras dos torres tenían una altura de 137 metros. Dos torres adicionales de 61 metros fueron construidas en 1923.
Arlington fue la primera estación de una propuesta  "cadena de estaciones de alta potencia" para unir la capital de los EE. UU. con el resto del mundo. El transmisor inicial de chispa rotativa tenía una potencia de 100 kilovatios, y fue diseñado por el inventor canadiense, Reginald Fessenden. Las transmisiones de prueba, que comenzaron en noviembre de 1912, fueron lo suficientemente prometedoras como para convencer al Congreso de los Estados Unidos de financiar la construcción de estaciones similares en San Diego, California, Darién en la Zona del Canal de Panamá, Pearl Harbor, Hawái, y Cavite en Filipinas.
Poco después de que se completó la instalación de NAA, la Federal Telegraph Company consiguió a regañadientes un permiso para instalar uno de sus transmisores de arco Poulsen de 35 kilovatios, para pruebas comparativas con el transmisor de chispa giratoria. Para sorpresa del personal de la Marina, a pesar de que el transmisor de arco tenía solo la mitad de la potencia, se descubrió que era claramente superior. Como resultado, los transmisores de arco se instalarían en las otras estaciones de alta potencia, y se convirtieron en el estándar para las instalaciones navales hasta el desarrollo de los transmisores de tubos de vacío, a principios de la década de 1920. Sin embargo, el transmisor de chispa Fessenden permaneció en uso hasta el 8 de julio de 1923, cuando fue reemplazado por un transmisor de tubo de vacío.

## Señal horaria
Desde su inicio en 1913, NAA se usó para transmitir señales horarias diarias, que fueron suministradas por el Observatorio Naval en Washington D. C. El cronometraje exacto fue crítico para la navegación oceánica, ya que un error en el cronómetro de un barco de unos pocos minutos, podría provocar que la embarcación calculara erróneamente y de manera peligrosa su posición. Las estaciones de radio de la Marina de los EE. UU. habían comenzado a transmitir diariamente señales de tiempo en 1905, sin embargo, debido a su baja potencia, los rangos de alcance de estas estaciones eran muy limitados. La señal de alta potencia de NAA significaba que se podía escuchar en un área mucho mayor, que abarcaba gran parte del este de los Estados Unidos y el océano Atlántico Norte.
Además de los marineros, las señales de tiempo pronto encontraron dos audiencias civiles que valoraban esta radio: los operadores radioaficionados, interesados en los beneficios prácticos de su pasatiempo, y los relojeros, que anteriormente dependían de los servicios de información horaria transmitidos por cables telegráficos, los cuales tenían la reputación de ser costosos y de una calidad cuestionable, especialmente en comparación con las transmisiones de NAA, gratuitas y muy precisas.
Los transmisores originales de NAA solo eran capaces de producir los puntos y rayas del código morse. El desarrollo posterior de los transmisores de tubo de vacío hizo que las transmisiones de audio fueran prácticas, y en 1915 la American Telephone and Telegraph Company (AT&T) recibió el permiso de la Marina para realizar una serie de pruebas en las instalaciones de la NAA. Estas transmisiones experimentales establecieron nuevos e impresionantes registros de distancia de audio, y se escucharon hasta el oeste de Hawái. También fueron recibidos en París, Francia, en la que fue la primera transmisión hablada a través del Atlántico.

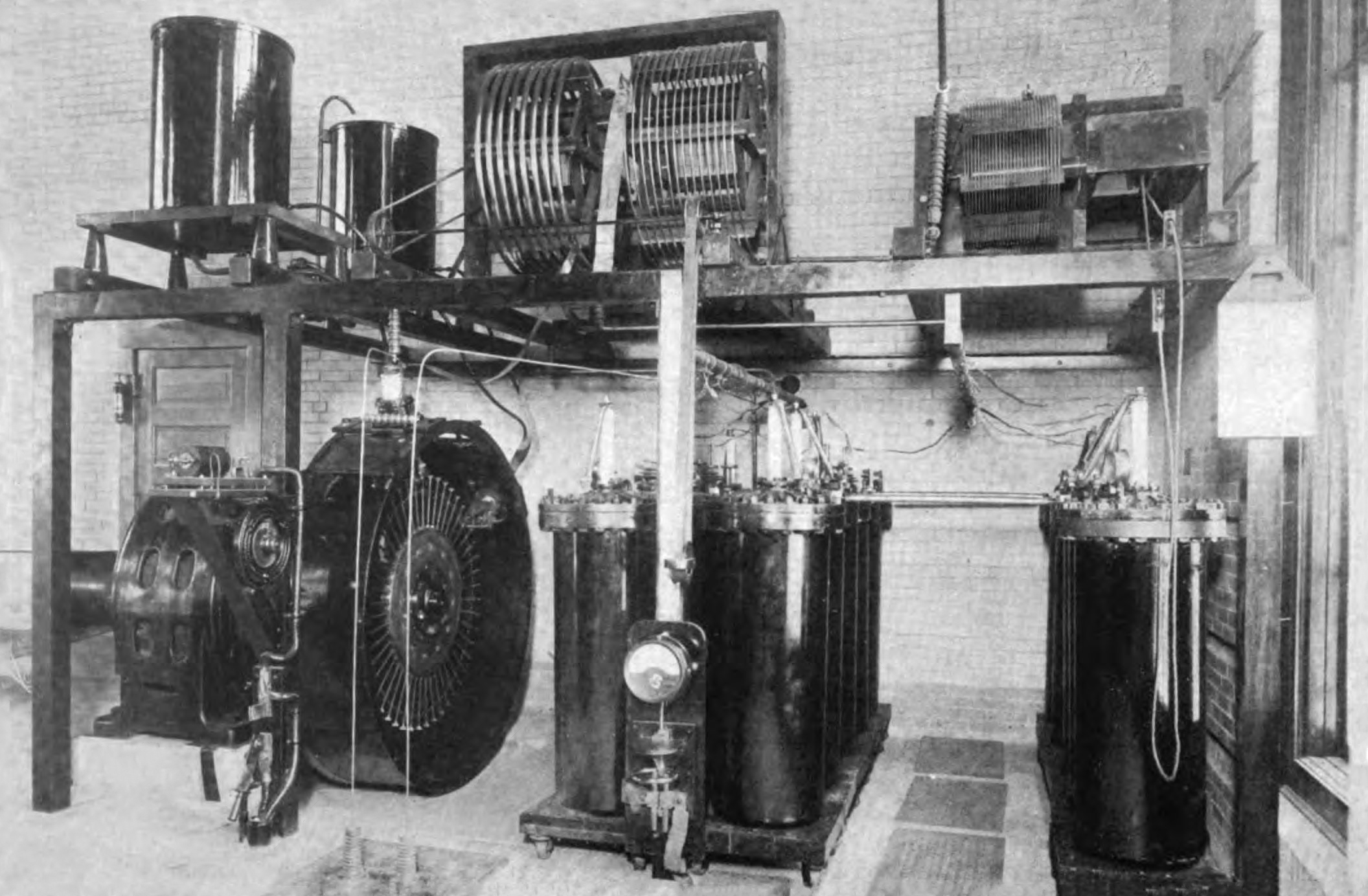
El transmisor de chispa de 100 kW de la primera estación de radiocomunicación de la Marina de los EE. UU., NAA, construido en 1913 en Arlington, Virginia, inventado por Reginald Fessenden

Con la entrada de los Estados Unidos en la Primera Guerra Mundial en abril de 1917, el gobierno federal asumió el control total de la industria de la radio, y se convirtió en ilegal para los civiles poseer un receptor de radio operativo. Sin embargo, NAA continuó operando durante el conflicto. Además de las señales horarias y los informes meteorológicos, también transmitió resúmenes de noticias recibidos por las tropas en tierra y a bordo de los barcos en el Atlántico. A partir del 15 de abril de 1919, se levantó la prohibición de la recepción civil de señales de radio, por lo que las transmisiones de señales horarias de NAA estuvieron nuevamente disponibles para el público en general.

## Servicio de radiodifusión
A partir de 1920, una estación de la Marina ubicada en Anacostia, D.C., NOF, comenzó a transmitir programas de entretenimiento ocasionales. Después de instalar un transmisor de tubo de vacío, NAA pronto siguió con un horario limitado propio. El 30 de mayo de 1922, NAA y NOF transmitieron conjuntamente las ceremonias de homenaje celebradas en el Lincoln Memorial, que fue la primera vez que dos estaciones transmitieron simultáneamente un mismo programa.

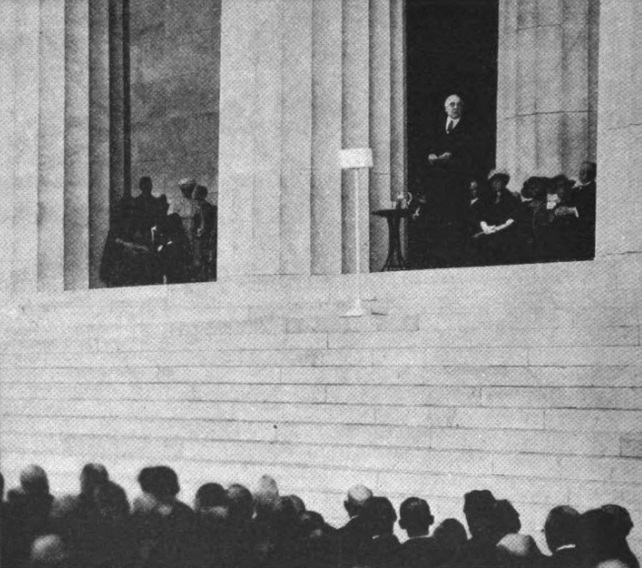
Las ceremonias en el Lincoln Memorial del 30 de mayo de 1922 fueron las primeras en ser llevadas, simultáneamente, por dos estaciones de radio: NAA y NOF de Anacostia, D.C.

A finales de 1922 se decidió que NOF se centraría en el trabajo experimental, y a partir del 3 de enero de 1923, todas sus transmisiones anteriores se transfirieron a NAA. Se construyó un transmisor especial de 1.5 kilovatios en Anacostia para la nueva operación, y un anuncio en ese momento describió la programación que ahora se realizaría en NAA:

"El servicio de radiodifusión de NOF ha sido asumido por la estación NAA, Departamento de la Marina de los Estados Unidos, Arlington o Radio Virginia. Además de la transmisión de señales horarias, noticias, informes de cultivos y mercados, pronósticos meteorológicos, negocios navales, comunicaciones para el Cuerpo de Señales y los discursos de celebridades, que NAA ha estado transmitiendo, NAA transmitirá los conciertos de las Bandas de la Marina y de la Banda Naval, e información educativa que se origina en el Servicio de Salud Pública, Oficina de Veteranos, Oficina de Niños, Oficina de Educación y el Departamento de Comercio. NAA opera en 710 metros [422 kHz], hora estándar del este. Los conciertos de las Banda de la Marina están programados para los lunes a las 4:30 P. M. y los miércoles a las 8:30 P. M. y los conciertos de la Banda Naval los viernes a las 8:30 p. m."

El "boom de la radiodifusión" de 1922 resultó en un tremendo aumento, a más de 500, en el número de estaciones privadas de radiodifusión que operaban en los Estados Unidos. Durante este período de desarrollo hubo una búsqueda continua de programación innovadora, y varias estaciones comenzaron a recoger las transmisiones de señal de onda larga de NAA dos veces al día, a las 12 del mediodía y a las 10 p. m., hora estándar del este y retransmitirlos para su público local.
A partir del 15 de mayo de 1923, el Departamento de Comercio, que regulaba la radio civil en los Estados Unidos desde fines de 1912 hasta mediados de la década de 1920, anunció que habría una gran expansión en el número de frecuencias disponibles para la transmisión. Como parte de esta asignación, a NAA se le asignó el uso exclusivo de 690 kHz, en la banda de AM, lo que significaba que las personas que no tenían radios que sintonizaran las frecuencias de onda larga de NAA, ahora podían captar la estación en receptores estándar.

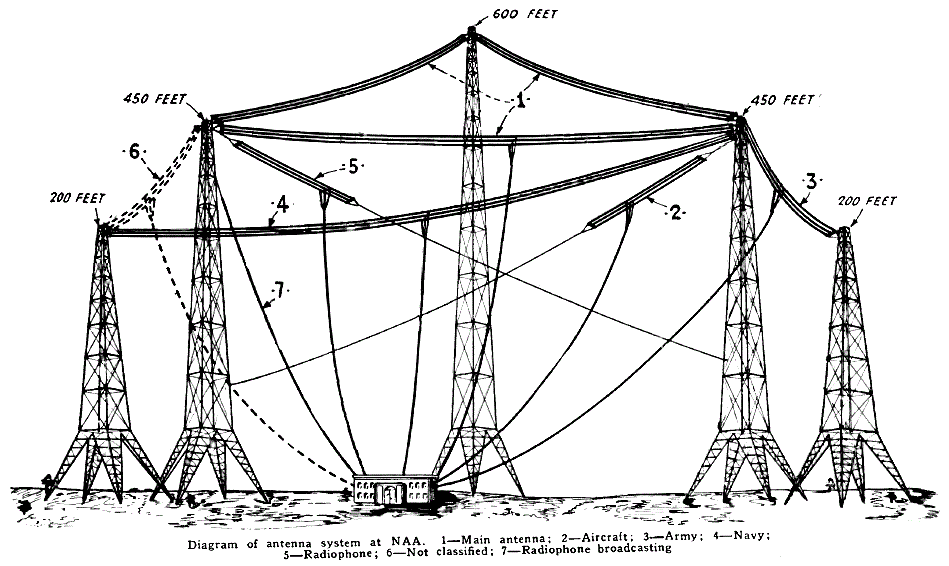
Configuración de la estructura de antenas de NAA (1923)

Para 1923, NAA tenía seis transmisores en funcionamiento, que proporcionaban, además de señales horarias y comunicación militar, informes meteorológicos y advertencias de navegación. Las listas de estaciones de 1926 a 1936 informan que el transmisor de la NAA en 690 kHz tenía una potencia de 1.000 vatios. A lo largo de los años, NAA eliminó sus transmisiones de entretenimiento, y las transmisiones de señales horarias en 690 kHz finalizaron en 1936. Después de este tiempo, las señales continuaron siendo enviadas, pero en su frecuencia de onda larga de 113 kHz y por la frecuencia de onda corta de 9.425 MHz. A mediados de la década de 1930, NAA se combinó con NSS en Annapolis, Maryland, para realizar transmisiones conjuntas, con ambas estaciones controladas automáticamente por el observatorio de Washington.

## Desmantelamiento y transferencia de servicios a WWV
A fines de la década de 1930, muchas de las actividades realizadas en NAA se habían transferido a otros sitios, y se decidió que las operaciones de Arlington ya no eran necesarias. En previsión del cierre, en 1938 se erigieron tres nuevas torres de 600 pies, de diseño similar a las principales torres NAA, para NSS en Annapolis. También había planes para construir un nuevo aeropuerto cerca del sitio de NAA, el cual abrió sus puertas en 1941 como Aeropuerto Nacional, por lo que se acordó que las torres de radio de NAA deberían ser derribadas porque representaban un peligro para los aviones.
En preparación del desmantelamiento, se hicieron transferencias de equipos de transmisión a Annapolis y de equipos de recepción a Cheltenham, Maryland. En enero de 1941 se solicitaron ofertas para derribar las torres de "Las tres hermanas". El contrato para tumbar las torres fue otorgado a Long Island Machinery & Equipment Company, Inc., cuya oferta ganadora fue de solo $ 1. La demolición se completó ese verano, finalizando casi 30 años en que NAA estuvo en ese sitio. A partir de 1945, WWV, una estación del National Bureau of Standards en la cercana Greenbelt, Maryland, se convirtió en la principal estación de transmisión de señales horarias en los Estados Unidos hasta el presente.